# Верхний Зарамаг
Верхний Зарамаг (осет. Уæллаг Зæрæмæг) — село в Алагирском районе Республики Северная Осетия-Алания. Входит в состав Зарамагского сельского поселения.

## География
Село расположено на левом берегу реки Адайкомдон, в 0,7 км к северо-западу от центра сельского поселения — Нижний Зарамаг, в 53 км к югу от районного центра Алагир и в 88 км к юго-западу от Владикавказа.

## Достопримечательности
Церковь св. Георгия, входящая в состав объекта культурного наследия федерального значения «Архитектурный комплекс», сторожевые башни Барко Дзоциева и Аузби Мамитова

## Население
| 2002 | 2010 | 2021 |
| ---- | ---- | ---- |
| 29   | ↗52  | ↘20  |

## Транспорт
Проходит Транскавказская магистраль